# Tvărdica
Tvărdica (in bulgaro Твърдица?) è un comune bulgaro situato nella Regione di Sliven di 16 584 abitanti (dati 2009). La sede comunale è nella località omonima

## Località
Il comune è formato dall'insieme delle seguenti località:
- Tvărdica (sede comunale)
- Bjala palanka
- Bliznec
- Červenakovo
- Orizari
- Sborište
- Sărcevo
- Šivačevo
- Žălt brjag